# Alerte Satellite 02
Pour plus de détails, voir Fiche technique et Distribution.
Alerte Satellite 02 (Moon Zero Two) est un film de science-fiction britannique réalisé par Roy Ward Baker, sorti en 1969.

## Synopsis
Un expert de la récupération spatiale et son associé sont impliqués dans l'attaque par une bande de mercenaires d'une concession minière localisée sur la Lune, qui est en voie de colonisation. Parallèlement, une jeune femme vient sur la Lune pour retrouver son frère, qui y travaille en tant que mineur.

## Fiche technique
- Titre : Alerte Satellite 02
- Titre original : Moon Zero Two
- Réalisation : Roy Ward Baker
- Scénario : Michael Carreras d'après une histoire originale de Gavin Lyall, Frank Hardman et Martin Davison
- Photographie : Paul Beeson
- Montage : Spenser Reeve
- Musique : Don Ellis
- Effets spéciaux : Les Bowie
- Production : Michael Carreras
- Sociétés de production : Hammer Film Productions
- Société de distribution : Warner Bros.
- Pays d'origine : Royaume-Uni
États-Unis
- Format : Couleurs - 1,85:1 - Mono
- Genre : science-fiction
- Durée : 100 minutes
- Date de sortie : 1969

## Distribution
- James Olson : Kemp
- Catherine Schell : Clem
- Warren Mitchell : Hubbard
- Adrienne Corri : Liz
- Ori Levy : Karminski
- Dudley Foster : Whitsun
- Bernard Bresslaw : Harry
- Neil McCallum : le capitaine
- Joby Blanshard : Smith